# Magda Masny
Magdalena Ryszarda Masny z domu Łaniecka (ur. 29 czerwca 1969 w Gdyni) – polska modelka, pierwsza hostessa teleturnieju Koło Fortuny w TVP2.

## Życiorys
W 1988 ukończyła XVIII LO w Warszawie. Na Uniwersytecie Warszawskim rozpoczęła studia polonistyczne, które dokończyła na Uniwersytecie Szczecińskim. Edukację uzupełniła w Studium PR.
W szkole średniej była fotomodelką, współpracowała z fotografem Markiem Czudowskim. W latach 1992–1998 zajmowała się odsłanianiem liter w teleturnieju Koło Fortuny. W latach 2001–2003 pracowała jako specjalistka do spraw Public Relations, związana z przemysłem odzieżowym. Prowadziła program informacyjny w gdyńskiej telewizji Tele-Top. W TVP3 pracowała jako prezenterka gdańskiej Panoramy. Organizowała imprezy, wesela i catering w restauracji swojej matki. Otworzyła firmę florystyczną.
W wyborach parlamentarnych w 2005 r. bez powodzenia kandydowała do Sejmu z list SdPl w okręgu gdańskim jako reprezentantka Zielonych 2004. Bez powodzenia startowała w wyborach do Parlamentu Europejskiego w 2009 roku. Startowała z listy Porozumienia dla Przyszłości w okręgu gdańskim; uzyskała 514 głosów i nie zdobyła mandatu.

## Filmografia
- Jest jak jest (1994) jako ona sama